# ارتور رياباكوبيلينكو
ارتور رياباكوبيلينكو (بالروسية: Рябокобыленко, Артур Андреевич)‏ (5 أبريل 1991 بكستوفو في روسيا - ) هو لاعب كرة قدم روسي في مركز الوسط. لعب مع أمكار بيرم وبالتيكا كالينينغراد ونادي توسنو وسوكول ساراتوف ‏ وسبارتاك نالتشيك.

## وصلات خارجية
- ارتور رياباكوبيلينكو على موقع قاعدة بيانات كرة القدم.إي يو (الإنجليزية)
- ارتور رياباكوبيلينكو على موقع Soccerway.com (الإنجليزية)